# Alessandria Unione Sportiva 1947-1948
Questa pagina raccoglie i dati riguardanti l'Alessandria Unione Sportiva nelle competizioni ufficiali della stagione 1947-1948.

## Stagione
Al termine del suo decimo campionato di Serie A, l'unico torneo di massima serie a ventuno partecipanti mai disputato in Italia, l'Alessandria retrocesse. La squadra, guidata ancora da Kovács, giocò un buon inizio di campionato; nel finale i grigi andarono però incontro a una crisi di risultati, con un solo punto guadagnato tra la trentacinquesima e la quarantunesima giornata, e persero lentamente posizioni.
Decisive furono le sconfitte nei due scontri diretti contro Salernitana (35ª giornata, il 23 maggio) e Roma (36ª giornata, il 27 maggio).

Il 27 giugno, a Genova, l'Alessandria demoralizzata perse nettamente contro la Sampdoria, per 0 a 4, e retrocesse in Serie B con un turno d'anticipo.

La classifica finale, che vide i grigi ventesimi, fu poi rivoluzionata nel finale per il declassamento del Napoli, dovuto a un tentativo di corruzione denunciato dal Bologna; i grigi salirono così al 19º posto. Altra magra consolazione fu la consacrazione di Gino Armano, talento cresciuto nel vivaio destinato a una luminosa carriera, con l'Inter.
Clamorosa fu la debacle contro il Torino del 2 maggio 1948: il 10-0 è ancora oggi la sconfitta più netta subita da una squadra nella storia della Serie A a girone unico. L'infierire dei granata nell'ultimo quarto d'ora fu dovuto agli screzi tra Valentino Mazzola e un tifoso alessandrino che lo sbeffeggiava da bordo campo, oltre che all'impegno profuso nel tentativo di raggiungere i 100 gol in campionato, obiettivo centrato con il decimo sigillo di Guglielmo Gabetto.

## Divise
| 1ª divisa |

## Organigramma societario
Area direttiva
- Presidente: Mario Moccagatta
- Vicepresidente: G. Doglioli
- Dirigenti: P. Burzi, F. Dogliolo, V. Ferrari, E. Lanzavecchia, V. Maranzana, Piero Melchionni, L. Morando, Giovanni Battista Rangone, A. Rigoni, M. Roncali, G. Taverna
- Segretario: Enrico Dericci
- Addetto ai rapporti con la FIGC: Grassano

Area tecnica
- Allenatore: Lajos Nems Kovács
- Viceallenatore: Umberto Dadone
- Componenti: Cesare Testera, Andrea Viviano

Area sanitaria
- Responsabile: Carlo Villa

Note: 

## Rosa
| N. |                   | Ruolo | Calciatore           |
| -- | ----------------- | ----- | -------------------- |
|    | Italia (bandiera) | P     | Luigi Diamante       |
|    | Italia (bandiera) | P     | Anselmo Giorcelli    |
|    | Italia (bandiera) | P     | Carlo Rognoni        |
|    | Italia (bandiera) | D     | Giacomo Delaude      |
|    | Italia (bandiera) | D     | Giuseppe Della Frera |
|    | Italia (bandiera) | D     | Silvio Di Gennaro    |
|    | Italia (bandiera) | D     | Giovanni Ottonello   |
|    | Italia (bandiera) | D     | Ranieri Valdirosa    |
|    | Italia (bandiera) | C     | Lanfranco Albertelli |
|    | Italia (bandiera) | C     | Gino Armano          |
|    | Italia (bandiera) | C     | Aristide Coscia      |

| N. |                    | Ruolo | Calciatore          |
| -- | ------------------ | ----- | ------------------- |
|    | Italia (bandiera)  | C     | Fabio Frugali       |
|    | Italia (bandiera)  | C     | Cesare Gallea       |
|    | Italia (bandiera)  | C     | Mario Pietruzzi     |
|    | Italia (bandiera)  | C     | Francesco Rosetta   |
|    | Italia (bandiera)  | C     | Luigi Soffrido      |
|    | Italia (bandiera)  | C     | Francesco Tortarolo |
|    | Italia (bandiera)  | C     | Luigi Domenico Tosi |
|    | Albania (bandiera) | A     | Riza Lushta         |
|    | Italia (bandiera)  | A     | Pietro Luigi Sotgiu |
|    | Italia (bandiera)  | A     | Carlo Stradella     |
|    | Italia (bandiera)  | A     | Luigi Traini        |

## Risultati

### Serie A

#### Girone d'andata
| Arbitro: | Pera (Firenze) |

|             |           |                                  |
| Frugali 10’ | Marcatori | 19’ V. Sentimenti 69’, 84’ Arpáš |

| Arbitro: | Pieri (Trieste) |

|                                          |           |  |
| Stradella 8’ Frugali 15’ Lushta 27’, 57’ | Marcatori |  |

| Arbitro: | Vannini (Bologna) |

|                                                |           |  |
| Quaresima 38’, 62’, 70’, 79’ Zapirain 67’, 86’ | Marcatori |  |

| Arbitro: | Cicardi (Lecco) |

|  |           |                   |
|  | Marcatori | 12’, 90’ Baiocchi |

| Arbitro: | Guarda (Venezia) |

|                                                |           |  |
| Bergamo 43’ Della Frera 47’ (aut.) Verdeal 53’ | Marcatori |  |

| Arbitro: | Scotto (Savona) |

|               |           |  |
| Pietruzzi 18’ | Marcatori |  |

| Arbitro: | Zambotto (Padova) |

|                  |           |                               |
| Di Benedetti 32’ | Marcatori | 13’ (rig.), 52’ (rig.) Coscia |

| Bergamo 2 novembre 1947 8ª giornata | Atalanta         | 0 – 0 | Alessandria | Stadio Comunale\| Arbitro: \| Tassini (Verona) \| |
| Arbitro:                            | Tassini (Verona) |       |             |                                                   |

| Arbitro: | Codeluppi (Lodi) |

|                                                       |           |                     |
| Coscia 21’ (rig.) Lushta 25’ Sotgiu 46’ Tortarolo 87’ | Marcatori | 40’ Coppa 86’ Conti |

| Arbitro: | Cambi (Livorno) |

|            |           |  |
| Romani 25’ | Marcatori |  |

| Arbitro: | Bernardi (Bologna) |

|                          |           |                       |
| Stradella 37’ Sotgiu 38’ | Marcatori | 17’ Mazzola 18’ Menti |

| Arbitro: | Orlandini (Roma) |

|                 |           |  |
| Tontodonati 80’ | Marcatori |  |

| Arbitro: | Neri (Vicenza) |

|                           |           |            |
| Galassi 25’ Marchetti 80’ | Marcatori | 40’ Coscia |

| Arbitro: | Bergomi (Milano) |

|                                   |           |  |
| Coscia 24’, 39’ (rig.) Sotgiu 41’ | Marcatori |  |

| Arbitro: | Pera (Firenze) |

|                              |           |  |
| Stradella 25’, 40’, 62’, 89’ | Marcatori |  |

| Arbitro: | Guarda (Venezia) |

|                                          |           |                          |
| Turconi 25’ Bertolucci 43’ Cavigioli 55’ | Marcatori | 64’ Stradella 87’ Sotgiu |

| Arbitro: | Camiolo (Milano) |

|                   |           |           |
| Coscia 86’ (rig.) | Marcatori | 33’ Begni |

| Arbitro: | Bonivento (Venezia) |

|             |           |  |
| Magrini 23’ | Marcatori |  |

| Arbitro: | Zelocchi (Modena) |

|                       |           |                           |
| Sotgiu 44’ Coscia 56’ | Marcatori | 28’ De Gregori 50’ Burini |

| Arbitro: | Camiolo (Milano) |

|               |           |               |
| Stradella 22’ | Marcatori | 74’ Carissimi |

#### Girone di ritorno
| Arbitro: | Zelocchi (Modena) |

|                                                     |           |            |
| Muccinelli 3’, 39’, 50’ Boniperti 9’, 19’ Magni 68’ | Marcatori | 73’ Lushta |

| Arbitro: | Dattilo (Roma) |

|                    |           |  |
| Pangaro 54’ (aut.) | Marcatori |  |

| Arbitro: | Bertolio (Torino) |

|                          |           |                 |
| Gritti 32’ Mike 74’, 77’ | Marcatori | 16’, 44’ Armano |

| Arbitro: | Valsecchi (Milano) |

|  |           |                                       |
|  | Marcatori | 15’ Soffrido 28’ Stradella 66’ Sotgiu |

| Alessandria 14 marzo 1948 26ª giornata | Alessandria     | 0 – 0 | Genoa | Stadio Giuseppe Moccagatta\| Arbitro: \| Bellè (Venezia) \| |
| Arbitro:                               | Bellè (Venezia) |       |       |                                                             |

| Arbitro: | Marchetti (Milano) |

|             |           |  |
| De Vito 68’ | Marcatori |  |

| Arbitro: | Tassini (Verona) |

|                 |           |                              |
| Gallea 63’, 65’ | Marcatori | 32’ Di Benedetti 60’ Krieziu |

| Arbitro: | Agnolin (Bassano del Grappa) |

|  |           |             |
|  | Marcatori | 73’ Astorri |

| Arbitro: | Bernardi (Bologna) |

|                          |           |               |
| Giusti 32’ Michelini 87’ | Marcatori | 40’ Stradella |

| Alessandria 25 aprile 1948 31ª giornata | Alessandria         | 0 – 0 | Modena | Stadio Giuseppe Moccagatta\| Arbitro: \| Bonivento (Venezia) \| |
| Arbitro:                                | Bonivento (Venezia) |       |        |                                                                 |

| Arbitro: | Guarda (Venezia) |

|                                                                                     |           |  |
| Ossola 5’ Loik 7’, 42’, 86’ Mazzola 35’ Grezar 75’, 77’ Fabian 81’, 83’ Gabetto 88’ | Marcatori |  |

| Arbitro: | Carpani (Milano) |

|              |           |  |
| Soffrido 21’ | Marcatori |  |

| Arbitro: | Poggipollini (Ferrara) |

|            |           |  |
| Coscia 25’ | Marcatori |  |

| Arbitro: | Gemini (Roma) |

|           |           |  |
| Merlin 2’ | Marcatori |  |

| Arbitro: | Zilli (Reggio Emilia) |

|                                        |           |            |
| Zsengellér 66’, 75’ Valle 74’ Losi 80’ | Marcatori | 1’ Frugali |

| Arbitro: | Bellè (Venezia) |

|                             |           |                                                          |
| Pietruzzi 41’ Stradella 55’ | Marcatori | 9’, 15’ Cavigioli 40’ Molina 65’ Antoniotti 79’ Candiani |

| Arbitro: | Bergomi (Milano) |

|                          |           |            |
| Rossetti 5’ Trevisan 35’ | Marcatori | 64’ Armano |

| Arbitro: | Longagnani (Modena) |

|                          |           |                     |
| Stradella 26’ Coscia 63’ | Marcatori | 20’, 69’ De Andreis |

| Arbitro: | Marchetti (Milano) |

|                                                  |           |  |
| Pietruzzi 5’ (aut.) Koenig 22’, 90’ Bassetto 77’ | Marcatori |  |

| Arbitro: | Vannini (Bologna) |

|                      |           |                                |
| Annovazzi 83’ (rig.) | Marcatori | 31’, 66’ Stradella 42’ Frugali |

## Statistiche

### Statistiche di squadra
| Competizione | Punti | In casa | In casa | In casa | In casa | In casa | In casa | In trasferta | In trasferta | In trasferta | In trasferta | In trasferta | In trasferta | Totale | Totale | Totale | Totale | Totale | Totale | DR  |
| Competizione | Punti | G       | V       | N       | P       | Gf      | Gs      | G            | V            | N            | P            | Gf           | Gs           | G      | V      | N      | P      | Gf     | Gs     | DR  |
| ------------ | ----- | ------- | ------- | ------- | ------- | ------- | ------- | ------------ | ------------ | ------------ | ------------ | ------------ | ------------ | ------ | ------ | ------ | ------ | ------ | ------ | --- |
| Serie A      | 31    | 20      | 8       | 8       | 4       | 32      | 23      | 20           | 3            | 1            | 16           | 17           | 52           | 40     | 11     | 9      | 20     | 49     | 75     | −26 |

### Statistiche dei giocatori
| Giocatore      | Serie A  | Serie A |
| Giocatore      | Presenze | Reti    |
| -------------- | -------- | ------- |
| L. Albertelli  | 6        | 0       |
| G. Armano      | 33       | 3       |
| A. Coscia      | 38       | 10      |
| G. Delaude     | 7        | 0       |
| G. Della Frera | 26       | 0       |
| S. Di Gennaro  | 34       | 0       |
| L. Diamante    | 35       | −60     |
| F. Frugali     | 10       | 4       |
| C. Gallea      | 34       | 2       |
| A. Giorcelli   | 3        | −10     |
| R. Lushta      | 21       | 4       |
| G. Ottonello   | 2        | 0       |
| M. Pietruzzi   | 24       | 2       |
| C. Rognoni     | 2        | −5      |
| F. Rosetta     | 32       | 0       |
| L. Soffrido    | 21       | 2       |
| P.L. Sotgiu    | 35       | 6       |
| C. Stradella   | 35       | 14      |
| F. Tortarolo   | 37       | 1       |
| L.D. Tosi      | 2        | 0       |
| L. Traini      | 2        | 0       |
| R. Valdirosa   | 1        | 0       |

Note: 